# Daria Voït
Daria Voït est une joueuse d'échecs russe née Daria Poustoïtova le 31 janvier 1994 à Moscou.
Au 1er février 2021, elle est la 18e joueuse russe avec un classement Elo de 2 360 points.

## Biographie et carrière
Grand maître international féminin depuis 2077, Daria Voït a remporta le championnat de Russie junior en 2014. Elle finit quatrième ex æquo du championnat de Russie d'échecs en 2016 avec 6 points sur 11.
Elle a participé à l'Olympiade d'échecs de 2012, marquant 6,5 points sur 10 au premier échiquier de l'équipe de l'association internationale des échecs en braille (IBCA, International Braille Chess Association).